# Liste von Werken zu Friedrich Nietzsche

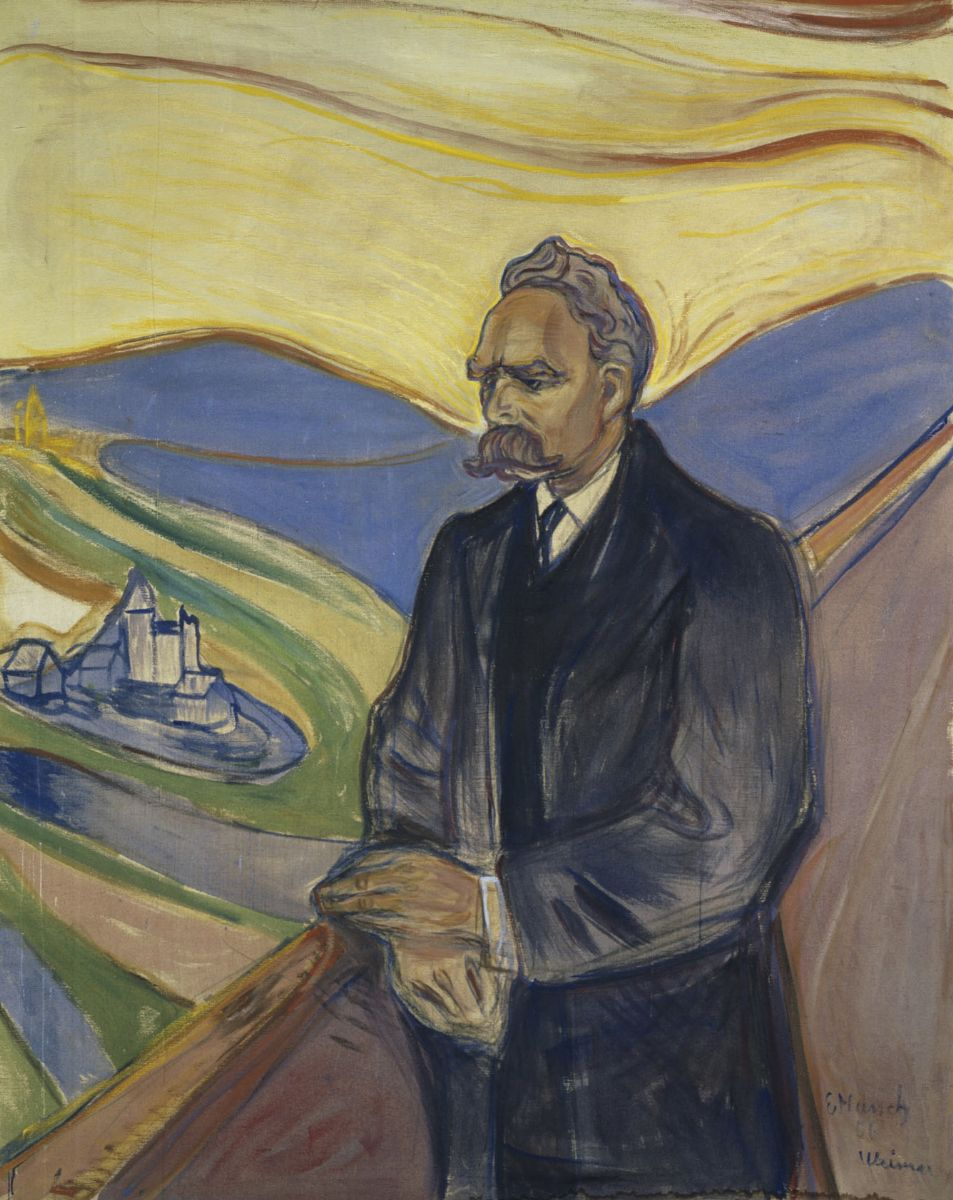
Gemälde von Edvard Munch, 1906

Diese Liste enthält Kompositionen, belletristische Texte, Filme und weitere Werke zu Leben und Schaffen des Philosophen Friedrich Nietzsche in Auswahl.

## Musik
Nach Texten von Friedrich Nietzsche wurden einige Kompositionen geschaffen (er komponierte auch selber)
Also sprach Zarathustra
- Richard Strauss, Also sprach Zarathustra, sinfonische Dichtung, 1896 uraufgeführt
- Gustav Mahler: Oh Mensch! Gieb Acht!, Nachtwandlerlied, in 3. Symphonie, 4. Satz, Uraufführung 1902
- Frederick Delius Mass of Life, 1904/05, eine gigantische symphonische Choralkantate
- Heinz Schubert, Hymnus, 1932, für Sopran, gemischten Chor, Orgel und Orchester
- Franz Hummel: Zarathustra, Oper, 2010 uraufgeführt
- Laibach, Also sprach Zarathustra, CD 2019, für eine Theateraufführung

Weitere Texte
- Arnold Schönberg, Der Wanderer, op. 6, 8 Lieder, 1903/05
- Rosebud Red – Songs of Goethe and Nietzsche, Projekt der Musikhauptstadt Weimar 1999, mit oft rapartigen Vertonungen von Werken der beiden Dichter, wie „Jetzt und ehedem“, „Vereinsamt“, „Mädchen-Lied“ und „Also sprach Zarathustra“.[2][3]
- Wolfgang Rihm: Dionysos, Oper nach Texten von Friedrich Nietzsche, 2010 uraufgeführt
- Wolfgang Rihm: 6 Gedichte von Friedrich Nietzsche, für Bariton und Klavier, 2010

## Belletristik
- Gabriele D’Annunzio: In memoriam Friedrich Nietzsche, Insel, Leipzig 1906
- Gottfried Benn: Turin, 1935, Gedicht[4]
- Thomas Mann: Doktor Faustus, 1947
- My Sister and I, 1951, angebliche Autobiographie von 1890/91 während Nietzsches Aufenthalts in der Jenaer Nervenklinik, angeblicher Übersetzer Oscar Levy; sehr wahrscheinlich Erfindung[5]
- Irvin D. Yalom: Und Nietzsche weinte. Ernst Kabel Verlag, Hamburg 1994, ISBN 3-8225-0294-4.
- Bernhard Setzwein: Nicht kalt genug. Haymon, Innsbruck 2000, ISBN 3-85218-320-0.
- Alexander Peer: Bis dass der Tod uns meidet. Limbus, Innsbruck 2013, ISBN 978-3-902534-75-0.
- Christian Schärf: Ein Winter in Nizza. Eichborn, Frankfurt 2014, ISBN 978-3-8479-0580-6.
- Andrea und Dirk Liesemer: Tage in Sorrent. Mareverlag, Hamburg 2022, ISBN 978-3-86648-601-0.

## Filme
Über seine Werke
Nach Texten von Friedrich Nietzsche wurden einige Filme produziert.
- Nietzsche. Ecce Homo, 2000, Regie Hans-Jürgen Syberberg, nach Theaterinszenierung mit Einar Schleef
- Nietzsche. Dionysos, Deutschland 2011, nach gleichnamiger Oper von Wolfgang Rihm
- Knietzsche – Der kleinste Philosoph der Welt, Westdeutscher Rundfunk, seit 2014, Zeichentrickserie, die Kindern philosophische Fragestellungen näherbringen soll

Über sein Leben
Über seine Person gab es einige Filme.
- Friedrich Nietzsche. Kriminalgeschichte einer Verfälschung, Deutschland 1999, Fernsehfilm, ZDF, 60 Minuten, Buch und Regie Reinhold Jaretzky
- Nietzsche, Deutschland 2006, Fernsehfilm, 90 Minuten
- Nietzsche and the Nazis, 2006, mit Fernando Eiras, Paulo José
- When Nietzsche Wept (Und Nietzsche weinte), 2007, nach gleichnamigem Roman, mit Armand Assante
- Nietzsche v Rossii (Nietzsche in Russland), Russland 2008
- Das Turiner Pferd, Ungarn/Frankreich/Deutschland 2011, über das Pferd, das Nietzsche 1889 umarmte, und dessen Besitzer, gezeigt auf der Berlinale

## Hörspiele und Features
- Nietzsche contra Wagner, Radio Basel 1937, Neuausstrahlung Hessischer Rundfunk/SFB/DRS, 3. Januar 1967, Dokumentartext mit Zitaten von Zeitgenossen[8]
- Nietzsche fährt nach Hause, SFB/ORB 2000, von Tom Peuckert, 32 Minuten, über Ereignisse in Turin 1889
- Nietzsche tanzt, 2006, Reihe Der 5 Minuten-Klassiker, 7. Folge, von Tom Peuckert, humorvolle Kurzdarstellung über seine Person
- Musikalische Stille – Von einem Philosophen, einem Hotel und der Musik am Ende der Welt, MDR Figaro, Erstsendung 30. Mai 2015, von Katrin Schumacher, Feature, auch über Nietzsche und seine Zeit in Sils Maria[9][10]

## Porträts und Skulpturen

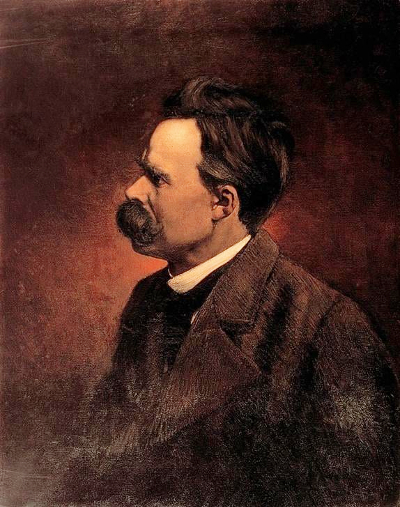
Gemälde von Rudolf Köselitz, 1901

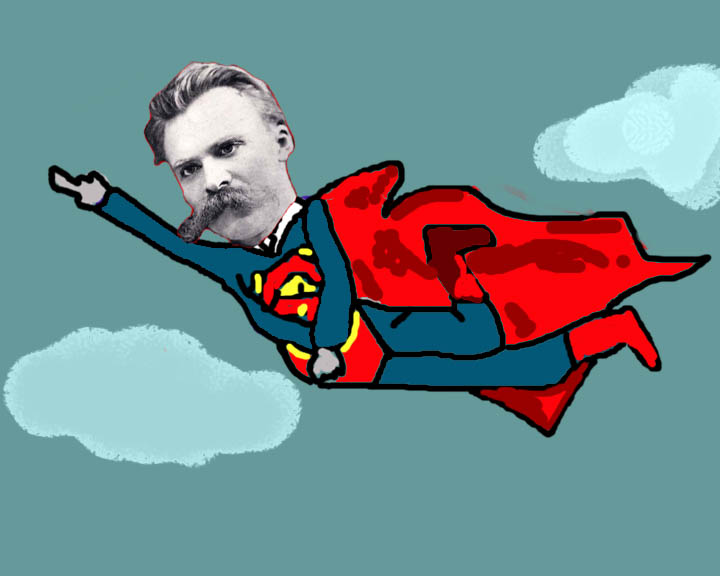
Superman Nietzsche

Siehe auch Porträts von Friedrich Nietzsche

### Fotos
Von Friedrich Nietzsche gibt es mehr als zehn Fotografien zwischen 1862 und 1900.

### Porträts
Von Friedrich Nietzsche wurden folgende Porträts zu Lebzeiten und danach angefertigt
- Curt Stoeving: Friedrich Nietzsche, 1893/94, Öl auf Leinwand, jetzt Gemäldesammlung Klassik Stiftung Weimar, stellt ihn im Garten seiner Mutter in Naumburg dar, älteste künstlerische Darstellung Nietzsches[11]
- Curt Stoeving: Friedrich Nietzsche, 1894, Öl auf Leinwand, jetzt Alte Nationalgalerie Berlin, auch in Naumburg gemalt[12]
- Rudolf Köselitz, Porträt, 1901, nach einem Foto, Rudolf Köselitz war einer der engsten Vertrauten Nietzsches in dessen letztem Jahr vor dem Zusammenbruch 1889
- Edvard Munch, Porträt Friedrich Nietzsche, 1906, zwei Gemälde nach Fotografien und eine Zeichnung
- Theo van Doesburg: Portret van Friedrich Nietzsche, 1907, jetzt Centraal Museum Amsterdam

### Totenmasken und  Büste
- Totenmaske, 1900, Gips, abgenommen von Curt Stoeving und Harry Graf Kessler
- Max Klinger, Büste, 1904, angefertigt nach Totenmaske mit einigen „Korrekturen“
- Rudolph Staudek, Totenmaske, 1910, geschönte Fassung[13]

### Denkmäler
Siehe auch Denkmäler für Friedrich Nietzsche
- Friedrich-Nietzsche-Denkmal Naumburg

### Briefmarken

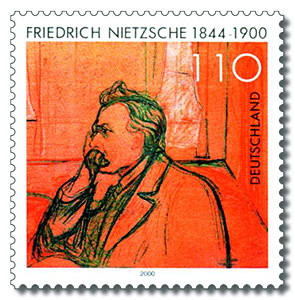
Deutsche Post, 2000

Für Friedrich Nietzsche wurden bisher nur selten Briefmarken herausgegeben (und überhaupt keine Münzen).
- Deutsche Post, 2000, Sonderpostwertzeichen zum 100. Todestag, zum Nennwert 110 Pfennig, Michel-Nr. 2131, nach Zeichnung von Edvard Munch von 1907
- Republik Togo, 2011, Célébrités Allemandes, zusammen mit Goethe, Adenauer und Remarque (letzterer ohne Briefmarke)[14]

## Weitere Gedenkorte
Gedenkstätten
- Nietzsche-Haus Naumburg
- Nietzsche-Haus Sils Maria
- Nietzsche-Archiv Weimar
- Friedrich-Nietzsche-Gedenkstätte Röcken, mit Geburtshaus und Grab

Ausstellungen
- Historisches Museum Basel, Übermensch. Friedrich Nietzsche und die Folgen. November 2019 bis 22. März 2020[15]

Straßen
Nach Friedrich Nietzsche wurden einige Straßen und weitere Objekte in Deutschland benannt.